# داريا غافريلوفا
داريا غافريلوفا (بالروسية: Гаврилова, Дарья Алексеевна)‏ مواليد 5 مارس 1994 في موسكو، هي لاعبة كرة مضرب أسترالية تلعب باليد اليمنى وتحتل حالياً المرتبة رقم. 33 (8 فبراير 2016) في تصنيف رابطة محترفات كرة المضرب. هي إحدى بطلات الجراند سلام. أعلى تصنيف لها في الفردي كان المركز الـ 33 في سنة 2016.

## روابط خارجية
- داريا غافريلوفا على موقع رابطة محترفات التنس (الإنجليزية)
- داريا غافريلوفا على موقع الاتحاد الدولي لكرة المضرب (الإنجليزية)
- داريا غافريلوفا على موقع كأس بيلي جين كينغ (الإنجليزية)
- داريا غافريلوفا على موقع اتحاد التنس الأسترالي (الإنجليزية)
- داريا غافريلوفا على موقع بطولة ويمبلدون (الإنجليزية)
- داريا غافريلوفا على موقع خلاصة التنس.كوم (الإنجليزية)
- داريا غافريلوفا على موقع إي إس بي إن.كوم (الإنجليزية)
- داريا غافريلوفا على موقع أوليمبيديا (الإنجليزية)
- داريا غافريلوفا على موقع اللجنة الأولمبية الأسترالية (الإنجليزية)